# Contea d'Eu
La contea di Eu era una delle contee costituenti il Ducato di Normandia.

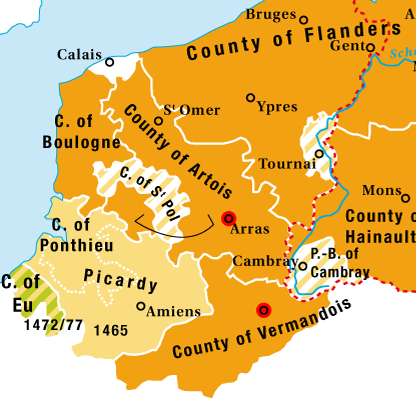
Situazione ovest Francia 1465-1477

## Storia
Molto presto questa contea fu affidata a membri della famiglia ducale, e già nel 996 viene citato il Goffredo di Brionne, conte di Brionne ed Eu, figlio illegittimo di Riccardo I di Normandia . Gli succedette suo figlio Gilberto di Brionne, tutore di Guglielmo il Conquistatore, ma perde il beneficio della contea a favore di Guglielmo I, conte di Eu, un altro figlio di Riccardo Senza Paura. La dinastia d'Eu rimase alla guida del ducato fino al 1246, data della morte di Alix, contessa di Eu, che fece passare la contea normanna nella casa di Brienne.
Dal 1088, Guglielmo II d'Inghilterra, re d'Inghilterra , utilizza l'enorme reddito che il suo regno gli fornisce per assicurarsi i servizi dei vassalli del duca di Normandia Roberto II di Normandia e preparare un'invasione del ducato. Nell'estate del 1090 corruppe così la maggior parte dei baroni dell'Alta Normandia, con un nucleo di fedeli incentrato sull'Eu. Nel febbraio 1091, sbarcò in Normandia e si stabilì in Eu. Non ci fu un serio confronto armato, ed i due fratelli stipularono la pace attraverso il Trattato di Caen (o Rouen). Con questo accordo, il re Guglielmo II d'Inghilterra mantiene la contea a spese del conte Guglielmo II d'Eu .
Nel 1096, il conte fu uno dei partecipanti a una cospirazione che doveva collocare Stefano d'Aumale sul trono inglese. Dopo il fallimento di questa ribellione, Guglielmo II d'Eu perde in un duello legale, viene enucleato e castrato ma non sopravvive alle ferite.
Diverse case principesche possederanno la contea fino alla Rivoluzione francese: il Casato dei Lusignano (1191 - 1260), i Conti di Artois (1350 - 1472), i Duchi di Borgogna (1472 - 1477), i Duchi di Kleve (1491 - 1633), il Casato di Lorena (1633 - 1657), quindi i Borbone di Francia.

## Governatori
- Colard (o Nicolas) de Pardieu, governatore della città e della contea di Eu (1410 circa)[2].
- David de Pardieu, capitano e governatore della contea di Eu (1505)[2]

## Elenco dei Conti

### Casato di Normandia
- 996–1015 Goffredo, già conte di Brionne, figlio illegittimo di Riccardo I Senza Paura;
- 1015–1040 Gilberto, già conte di Brionne, figlio di Goffredo;
- 1040–1050 circa Guglielmo I, fratello di Goffredo;
- 1050-1053 circa Guglielmo Busac, figlio di Guglielmo I;
- 1053-1093 Roberto I, già Lord di Hastings, figlio di Guglielmo I;
- 1093-1096 Guglielmo II, già Lord di Hastings, figlio di Roberto;
- 1096-1140 Enrico I, già Lord di Hastings, figlio di Guglielmo II;
- 1140-1170 Giovanni, già Lord di Hastings, figlio di Enrico I;
- 1170-1191 Enrico II, già Lord di Hastings, figlio di Giovanni;
- 1191-1246 Alix (o Alice), Contessa d'Eu e Signora di Hastings, moglie di Enrico II.

### Casato di Lusignano
- 1213–1217/19 Raoul I di Lusignano, Signore di Exoudun, marito di Alix, Contessa d'Eu;
- 1246–1250 Raoul II di Lusignano, Signore di Exoudun, figlio di Raoul I e Alix;
- 1250–1260 Maria di Lusignano, moglie di Raoul II;

### Casato di Brienne
- 1250–1260 Alfonso di Brienne, marito di Maria (1227), figlio di Giovanni di Brienne e Berengaria (Berenguela) di Castiglia, muore nel 1270;
- 1260–1294 Giovanni I, figlio di Alfonso e Maria;
- 1294–1302 Giovanni II, Conte di Guînes, figlio di Giovanni I;
- 1302–1344 Raoul III, Conte di Guînes, Connestabile di Francia, figlio di Giovanni II;
- 1344–1350 Raoul IV, figlio di Raoul III;

Raoul IV fu accusato di tradimento nel 1350, di conseguenza la contea gli fu confiscata, per essere poi ceduta a Giovanni d'Artois.

### Casato d'Artois
- 1352–1387 Giovanni d'Artois;
- 1387 Roberto IV d'Artois, figlio di Giovanni;
- 1387–1397 Filippo d'Artois, figlio di Roberto;
- 1397–1399 Filippo d'Artois, figlio di Filippo;
- 1399–1472 Carlo d'Artois, figlio di Filippo;

### Casato di Bourchier
- 1419–1420 Guglielmo Bourchier (creato da Enrico V d'Inghilterra, rivale di Carlo d'Artois;
- 1420–1483 Enrico Bourchier, Secondo Count d'Eu;
- 1483–1540 Enrico Bourchier, Terzo Conte d'Eu (senza eredi maschi, titolo estinto);

### Casato di Borgogna - Nevers
- 1472–1491 Giovanni, conte di Nevers, conte di Rethel, nipote di Carlo, figlio di Filippo di Borgogna e Bona d'Artois, nato nel 1415, morto nel 1491. Nonno materno del duca di Kleve Giovanni II di Kleve ed Engilberto di Nevers, conte di Nevers. Giovanni II di Kleve era padre di Giovanni III di Kleve.

### Casato di Kleve
- 1492–1506 Engilberto di Nevers;
- 1506–1521 Carlo II di Cleves Nevers;
- 1521–1561 Francesco I di Nevers;
- 1561–1562 Francesco II di Nevers;
- 1562–1564 Giacomo di Nevers;
- 1564–1633 Caterina di Clèves:

- 1564–1567 con il primo marito Antonio III di Croy, Principe di Porcien;
- 1570–1588 con il secondo marito Enrico di Guisa;
- 1588–1633 con il figlio Carlo I di Guisa;

### Casato di Guisa
- 1633–1640 Carlo I di Guisa;
- 1640–1654 Enrico II di Guisa;
- 1654 Luigi di Guisa;
- 1654–1660 Luigi Giuseppe di Guisa, nel 1660 vende Eu alla duchessa di Montpensier.

### Casato di Montpensier
- 1660–1681 Anna Maria Luisa d'Orléans - Venduto nel 1681 a Luigi Augusto di Borbone-Francia.

### Casato di Borbone di Francia
Il titolo di casata di Borbone-Maine fu usato fino al 1775 quando il ramo si estinse. Il titolo passò quindi ai cugini del ramo Borbone-Penthièvre.
- 1681–1736 Luigi Augusto di Borbone-Francia;
- 1736–1755 Luigi Augusto di Borbone-Francia, figlio di Luigi Augusto di Borbone;
- 1755–1775 Luigi Carlo di Borbone, fratello di Luigi Augusto di Borbone-Francia;
- 1775–1793 Luigi Giovanni Maria di Borbone, duca di Penthièvre, nipote di Luigi Augusto di Borbone-Francia;
- 1793–1821 Luisa Maria Adelaide di Borbone:

- nipote di Luigi Giovanni Maria di Borbone;
- 1793 moglie di Luigi Filippo II di Borbone-Orléans;

### Casato di Orléans
- 1842–1922 Gastone d'Orléans;
- 1974– Foulques, duca d'Aumale, Conte d'Eu